# Emma Zehnder
Emma Elisabeth Zehnder (* 4. Juni 1859 in Bern; † 25. Januar 1933 in Lutzenberg) war eine Schweizer Lehrerin und Frauenaktivistin.

## Leben und Werk
Emma Zehnder absolvierte an der von Joseph Viktor Widmann geführten «Berner Einwohner-Mädchenschule» eine Ausbildung zur Primarlehrerin.
1877 unterrichtete sie am «Töchter-Erziehungs-Institut» von Pfarrer Robert Zollikofer in Romanshorn die zwölf- bis zwanzigjährigen Schülerinnen in hauswirtschaftlichen Fächern. Mit einem Unterbruch von vier Jahren, in denen sie sich in England und der französischen Schweiz aufhielt, unterrichtete sie am Institut insgesamt neun Jahre.
Anschliessend unterrichtete Emma Zehnder von 1890 bis 1915 an der Mädchenprimarschule der Stadt St. Gallen. An der Mädchenfortbildungsschule unterrichtete sie zehn Jahre und propagierte die Ausbildung und Anstellung von Lehrerinnen an dieser Schule. Auch setzte sie sich für die Lohngleichheit und die Rentenerhöhungen für Lehrerinnen und weibliche Angestellte ein. Emma Zehnder war überzeugt, dass gerade Lehrerinnen dazu auserwählt seien, voranzugehen im Ringen um die Menschenrechte.
Zudem gründete sie in St. Gallen eine Haushaltungsschule und organisierte Koch- und Wanderkurse. Auch pflegte sie intensiven Kontakt zur Schweizerischen Pflegerinnenschule.
Emma Zehnder gründete 1893 die St. Galler Sektion des Schweizerischen Lehrerinnenvereins. Als am 14. Januar 1933 das dreissigjährige Jubiläum der Sektion St. Gallen gefeiert wurde, verlieh man ihr die Ehrenmitgliedschaft.
Von 1895 bis 1905 wirkte sie im Zentralvorstand des Schweizerischen Gemeinnützigen Frauenvereins und präsidierte die Sektion St. Gallen.
Emma Zehnder war von 1910 bis 1916 im Vorstand des Bundes Schweizerischer Frauenvereine und stand von 1912 bis 1917 der Kommission für soziale und praktische Arbeit vor.
Ihre Sehkraft liess 1915 so stark nach, dass sie ihre Unterrichtstätigkeit an der Mädchenprimarschule aufgeben musste.
Emma Zehnder war in der Stimmrechtsbewegung aktiv und beteiligte sich 1909 an der kantonalen Eingabe für die Wählbarkeit der Frauen in die Schulbehörden. Auch setzte sie sich 1929 dafür ein, dass die alleinstehenden Frauen eine Alters- und Hinterbliebenenversicherung erhalten.
Emma Zehnder verstarb 1933 im Kinderheim Lutzenberg bei Rheineck. Die Abdankung fand am 28. Januar im Krematorium Sihlfeld A in Zürich statt.